# Apperley
Apperley – wieś w Anglii, w hrabstwie Gloucestershire, w dystrykcie Tewkesbury. Leży 10 km na północ od miasta Gloucester i 152 km na zachód od Londynu.